# Lidice
Lidice (nemško Liditz), so vas v bližini Kladna pri Pragi na Češkem.
Nemški okupator je vas junija 1942 požgal in popolnoma porušil. To dejanje je bilo maščevanje za v atentatu ubitim reichprotektorjem (upraviteljem) Češko-Moravske Reinhardom Heydrichom. Vse moške v starosti nad 16 let so usmrtili s streli, ženske in otroke pa odpeljali v taborišča.
Lidice so postale simbol zločinskih represalij nacističnega režima.
Po vojni so češke oblasti vas ponovno zgradile, v njej je danes spominski muzej o lidiškem zločinu.